# Gabrielle de La Tour d'Auvergne
Gabrielle de La Tour d'Auvergne (1420-1474), comtesse de Montpensier, est la seconde épouse de Louis Ier de Montpensier. Elle est surtout connue pour sa vaste bibliothèque répertoriée dans son inventaire posthume .

## Biographie
Gabrielle de la Tour d'Auvergne est la première fille et le troisième enfant de Bertrand V de La Tour d'Auvergne et de Jacquette du Peschin. Elle est la sœur cadette de Bertrand VI de La Tour d'Auvergne et de Godefroy Ier de Montgascon, et la sœur aînée d'Isabelle, épouse de Guillaume de Blois-Châtillon, de Louise, épouse de Jean V de Créquy et de Blanche, abbesse de Cusset. On sait peu de choses à propos son enfance .
Elle devient le 15 ou le 16 février 1443 la seconde épouse du comte Louis Ier de Montpensier, veuf de sa cousine, Jeanne Ire d'Auvergne. Le couple a quatre enfants : 
- Gilbert de Montpensier (1443 - 15 octobre 1496), épouse Claire Gonzague le 25 février 1481 ;
- Louis de Bourbon-Montpensier (1444?-av. 1484?)
- Jean de Bourbon-Montpensier (1445-1485) ;
- Gabrielle de Bourbon-Montpensier (1447 - 30 novembre 1516), mariée avec Louis II de La Trémoille en 1484 ;
- Charlotte de Bourbon-Montpensier (1449-1478), épouse Wolfert VI van Borssele le 17 juin 1468.

Après son mariage, elle commence une collection de livres afin d'établir des liens avec d'autres cours aristocratiques plus importantes . Elle contribue à former les goûts littéraires de sa fille, Gabrielle , et échange des livres avec divers membres de sa famille ,.